# Reformpartiet (Lettland)
Reformpartiet (lettiska: Reformu partija, RP) är ett centerhögerpolitiskt parti i Lettland, bildat som ett politiskt parti den 23 juli 2011 under namnet Zatlers reformparti. I april 2012 antogs det nuvarande partinamnet. Dess ledare är den före detta lettiske presidenten Valdis Zatlers. Partiet är det tredje största partiet i det lettiska parlamentet.